# Syukhyub
Syukhyub (ryska: Сюхюб) är en ort i Azerbajdzjan.   Den ligger i distriktet Quba Rayonu, i den nordöstra delen av landet, 150 km nordväst om huvudstaden Baku. Syukhyub ligger 1 670 meter över havet och antalet invånare är 993.
Terrängen runt Syukhyub är varierad. Närmaste större samhälle är Rustov, 18,7 km nordost om Syukhyub. 
Trakten runt Syukhyub består i huvudsak av gräsmarker. Runt Syukhyub är det ganska glesbefolkat, med 48 invånare per kvadratkilometer.